# Petseri

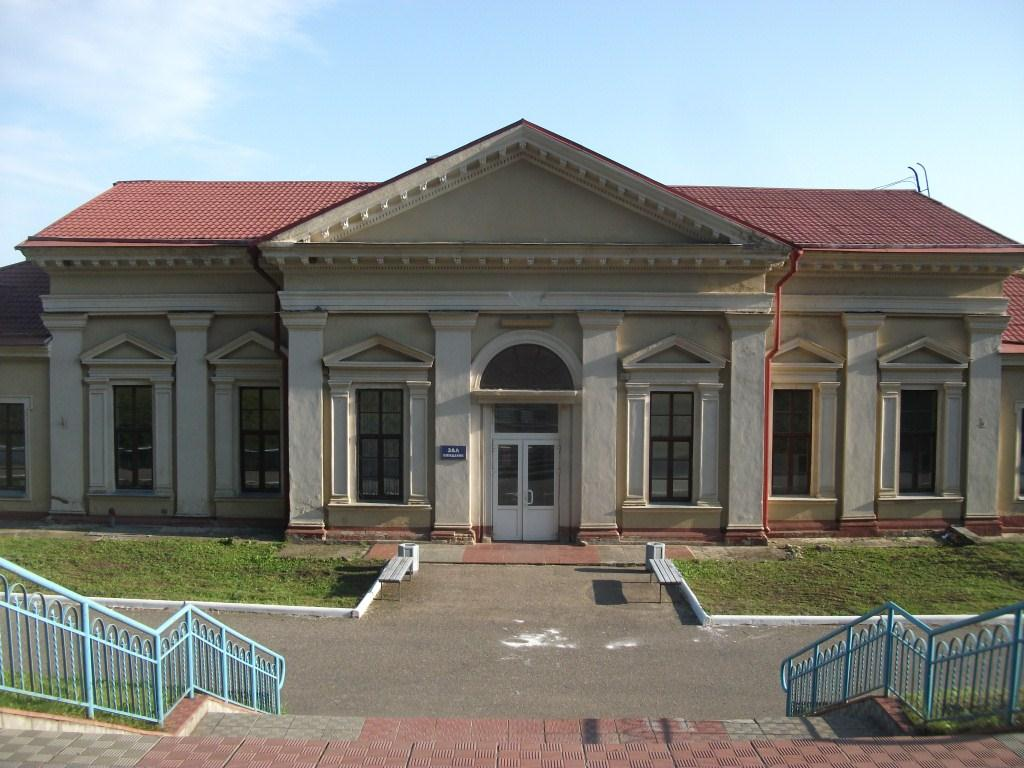
Järnvägsstationen i Petseri.

Petseri (ryska Печо́ры, Petjory) är en stad i Pskov oblast i Ryssland, nära gränsen mot Estland, tidigare tillhörig Estland. Folkmängden uppgick till 10 205 invånare i början av 2015.
Staden växte fram kring ett grekiskt-ortodoxt kloster och fick en tämligen rysk prägel. 1932 var 45 % av invånarna ryssar. Den ligger i en järnvägsknut mellan järnvägarna mot Tartu, Valga och Pskov. Staden var tidigare känd för sin linmarknad.